# Bahia (Californie)
Pour les articles homonymes, voir Bahia (homonymie).
Bahia est une census-designated place du comté de Solano, dans l'État de Californie, aux États-Unis,.